# CED

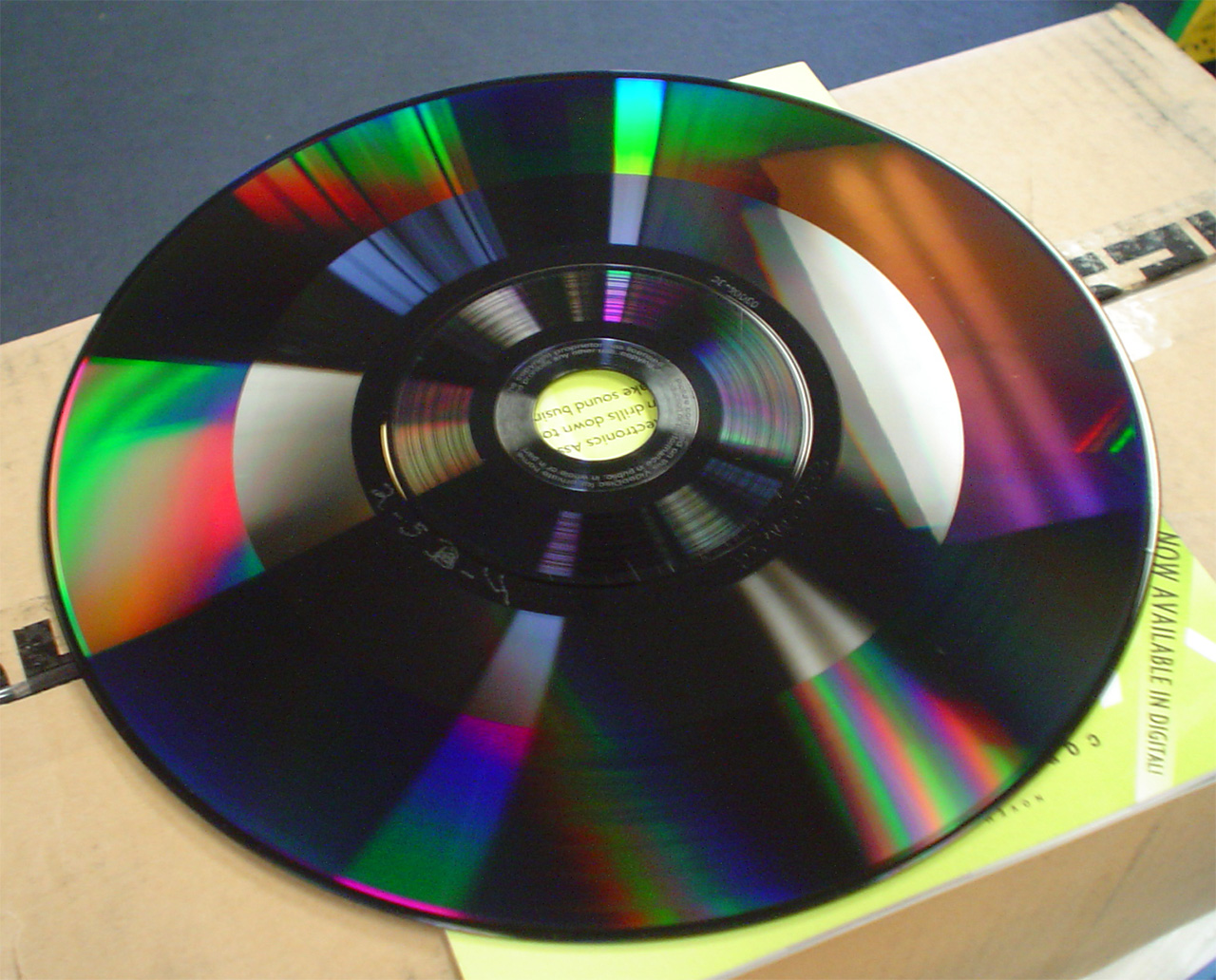
Dysk CED

CED (ang. Capacitance Electronic Disc) – dysk wizyjny z zapisem rowkowym, opracowany przez firmę RCA pod koniec lat 70. XX wieku.
Płyta o średnicy 30 cm wykonana z przewodzącego prąd polichlorku winylu, informacje o obrazie kolorowym i dźwięku stereo zapisane są poprzecznie w rowku w postaci wgłębień. Do odczytu służy miniaturowa diamentowa igła z przyklejoną elektrodą. Igła przesuwając się w rowku zmienia pojemność między elektrodą a przewodzącą prąd płytą. Częstość tych zmian zależy od głębokości i szerokości poprzecznie zapisanych wgłębień w rowku odpowiadających treści obrazu i fonii.
Zapis na obu stronach. W systemie PAL można zapisać 60 minut na jednej stronie, w systemie NTSC 45 minut. Programy i filmy wydane w PAL-u mieściły się na jednej płycie, w NTSC ponad dwugodzinne na dwóch płytach.
Dysk umieszczony w kopercie z tworzywa sztucznego, która była jednocześnie opakowaniem z informacjami o zarejestrowanym programie. Po wprowadzeniu koperty z płytą do urządzenia odczytującego, koperta wyciągana na zewnątrz w czasie pracy odtwarzacza.
Płyta wrażliwa na zabrudzenia. Zużywała się podczas odtwarzania, żywotność bez większej straty jakości: 500 odtworzeń.
Prędkość obrotowa stała, 450 obr./min dla NTSC, 500 obr./min dla PAL. Rozdzielczość pozioma 250 linii.
System rozpowszechniony był głównie w USA i w Wielkiej Brytanii.
Istnieje nadal duża liczba filmów i programów TV wydanych w tym formacie. Były one wydawane w latach od 1981 do 1984.
CED jest formatem unikatowym, poszukiwanym przez kolekcjonerów ze względu na unikatowy rodzaj zapisu obrazu.
Producentami odtwarzaczy były firmy: RCA, Hitachi, Sanyo i Toshiba.
Konkurencyjnym formatem dla CED był japoński VHD opracowany przez firmę JVC.
W latach 80. XX wieku zarówno CED jak i VHD został wyparty z rynku przez format LaserVison.